# 张松鹤
张松鹤（1912年10月10日—2005年7月28日），广东东莞人，中华人民共和国雕塑事业奠基人之一，人民英雄纪念碑《抗日游击战》及《毛主席像章》浮雕作者，中華人民共和國唯一亲历淞沪会战、抗日游击战、敌后潜伏和第二次国共内战，毕生创作共和国领袖及革命历史人物的“红色”艺术家。

## 生平
1912年张松鹤出生於廣東省東莞市清溪鎮浮崗柏朗村，1930年秋考入广州市立美术专科学校。1936年加入将北上抗日的国民革命军第12集团军第154师，任中尉科员。1937年赴华东淞沪会战战区并参加南京保卫战，随部撤退广东后因不满其消极抗日及腐败而于同年11月离开，回乡组织清溪抗日自卫队。1938年6月加入中国共产党，任东宝惠边抗日游击队第二大队副大队长，后并入东莞模范壮丁队并成为东江纵队的组成部分。后任清溪抗日民主乡长、路东新三区区长、联区主任、东江南岸第三战线副指挥员。中国抗日战争结束后北撤至山东烟台解放区，任扩编成两广纵队后的《行军快报》主编，直至1948年因病退役。此后从事艺术教育及创作，曾任华北大学教授、北京艺术学院教授、北京市人民美术工作室副主任，北京美术公司创作室主任、北京画院一级美术师。
张松鹤曾任第五、六、七届全国政协委员，中国美术家协会理事，中国书法家协会、中华诗词学会会员。1960年代起，被授予国家突出贡献专家，一直享有国务院特殊津贴专家。

## 代表作品
- 《毛主席画像》油画，1950年（合作，1950-1951年天安门城楼）
- 《战斗》、《埋雷》、《支前》圆雕，1951年（石家庄华北军区烈士陵园）
- 《抗日游击战》浮雕，1953-1958年（人民英雄纪念碑）
- 《运筹帷幄》圆雕，1959年（中国国家博物馆藏）
- 《新四军像》圆雕，1958年（中国人民军事博物馆藏）
- 《毛主席胸像》圆雕，1959-1971年（多种尺寸，全国大量复制）
- 《毛主席立像》圆雕，1959-1971年（多种尺寸，全国大量复制）
- 《毛主席头像》浮雕，1950-1975（第一届社会主义国家造型艺术展、《毛主席像章》以及多种奖章原版）
- 《毛主席坐像》圆雕，1977年（合作，毛主席纪念堂藏）
- 《马克思和恩格斯像》浮雕，1962年（德国特里尔马克思故居纪念馆藏）
- 《鲁迅半身像》圆雕，1972年（中国美术馆、鲁迅博物馆藏）
- 《鲁迅头像》浮雕，1972年（鲁迅全集封面、鲁迅纪念邮票、鲁迅文学奖奖章）
- 《抗日烽火》、《解放凯歌》等（浮雕），1984-2000（深圳烈士纪念碑、惠州东江烈士纪念碑、清溪烈士纪念碑）
- 张松鹤文革初期除亲自塑造清华大学、北京师范大学、北京邮电大学、天津纺织工学院、山东师范大学、湖南大、等多所大学毛主席巨像外，《毛主席立像》原稿亦被全国各地复制放大成为毛主席巨像。
- 自一九五〇年起的多个版本毛主席侧面浮雕像被广泛复制用于制作《毛主席纪念章》，文革达到鼎盛，其发行量达数亿枚。